# Svart ragg-gömming
Svart ragg-gömming (Lasiosphaeris hirsuta) är en svampart som först beskrevs av Elias Fries, och fick sitt nu gällande namn av A.N. Mill. & Huhndorf 2004. Svart ragg-gömming ingår i släktet Lasiosphaeris och familjen Lasiosphaeriaceae.  Arten är reproducerande i Sverige. Inga underarter finns listade i Catalogue of Life.